# Bernadette (film 1943)
Bernadette (The Song of Bernadette) è un film del 1943 diretto da Henry King. È la trasposizione cinematografica del romanzo Il canto di Bernadette (Das Lied von Bernadette) di Franz Werfel, che narra la storia romanzata della veggente  francese Bernadette Soubirous, interpretata da Jennifer Jones, che a Lourdes avrebbe assistito alle apparizioni della Vergine Maria, e lotta involontariamente contro le autorità giudiziarie di Lourdes e di tutta la Francia, e anche contro la Chiesa stessa, per farsi credere.

## Trama
Lourdes, 11 febbraio 1858. La famiglia Soubirous abita in una piccola e malsana cella della vecchia prigione di Lourdes. Il padre François, ex mugnaio, lavora come scaricatore della spazzatura infetta dell'ospedale, mentre Louise bada alla casa e, occasionalmente, fa il bucato per le famiglie altolocate . Le due figlie maggiori, Bernadette e Marie, frequentano il catechismo gestito dalle Suore della Carità di Nevers, dove la loro insegnante, Suor Marie-Thérèse Vazous, rimprovera spesso a Bernadette di saltare la scuola e non studiare a sufficienza. Bernadette soffre di una grave forma d'asma, che la costringe spesso a casa, inoltre ha una capacità di apprendimento molto lenta, dovuta anche alla malnutrizione: per questo, all'età di quattordici anni, non ha ancora fatto la prima comunione.
Tornate a casa con un'amica, Jeanne Abadie, le ragazze vengono mandate a cercare legna nella zona di Massabielle, un luogo malsano dove pascolano i porci. Mentre Marie e Jeanne attraversano il fiume gelato, Bernadette rimane sola. Una folata di vento richiama la sua attenzione verso la grotta, dove dentro una nicchia le appare «una bellissima signora, tutta vestita di bianco, con una cinta azzurra e una rosa d'oro su ciascun piede». Bernadette rimane folgorata da questa visione, e quando le altre ragazze la raggiungono, racconta loro quello che ha visto esortandole a mantenere il segreto. Marie non riesce a stare zitta e racconta tutto ai genitori, che per primi non credono alle parole di Bernadette. Il giorno dopo la situazione precipita: Bernadette torna alla grotta con le sue amiche e durante l'estasi si immobilizza, mandando le ragazze nel panico. Viene portata nel mulino di Antoine Nicolau, dove la raggiunge la madre spaventata. Bernadette ha promesso alla Signora di tornare per i successivi quindici giorni, ma la madre le impone il divieto. Da qui iniziano le prime sofferenze di Bernadette, che non vuole disobbedire alla madre ma non riesce a rinunciare alla gioia che prova quando vede la Signora.
Il divieto della mamma dura poco: la zia Bernarde, la più saggia della famiglia, decide che bisogna tornare alle apparizioni e capire cosa succede. Intanto le autorità cercano di fare il loro dovere per mettere a tacere questa trovata che riempie i titoli dei giornali. Dopo aver chiesto aiuto al parroco di Lourdes, Padre Marie-Dominique Peyramale, il quale pur non credendo alle apparizioni non intende intervenire, il procuratore imperiale Vital Dotour e l'ispettore Jacomet interrogano Bernadette per indurla, anche con le minacce, a confessare il complotto e a smettere di frequentare la grotta, ma la ragazza non cede.
Qualche giorno dopo Bernadette fa visita al parroco: ha un messaggio importante da parte della Signora: «Di' ai preti che costruiscano una cappella e che facciano venire delle processioni.» Il parroco, bruscamente, vuole sapere il nome di questa signora e pretende un miracolo: la fioritura del roseto sotto la grotta in pieno inverno. Il miracolo richiesto non avviene. Durante l'estasi Bernadette scava la terra con le mani all'interno della grotta, mangia le erbe amare che vi crescono e si lava con il fango che scaturisce dalla buca. Tutta la folla è scandalizzata, e Bernadette viene ritenuta pazza. Salvo che poco dopo, da quella buca inizia a zampillare una fonte che si rivela miracolosa. Da quel momento una folla sempre maggiore di malati attinge l'acqua nella speranza di guarire. Il primo miracolato è il figlio storpio della vicina di casa dei Soubirous: creduto morto, viene immerso dalla madre nell'acqua della fonte e guarisce inspiegabilmente.
I quindici giorni chiesti dalla Signora passano presto, e Bernadette riferisce al parroco quello che ha detto la Signora: «Io sono l'Immacolata Concezione». Il parroco di Lourdes rimane sconvolto: l'Immacolata Concezione è un dogma proclamato da Papa Pio IX solo quattro anni prima, dopo secoli di dibattiti teologici; nessuno al di fuori del clero è a conoscenza di quelle parole. Bernadette non ne capisce nemmeno il significato. Ma nonostante questo, il parroco continua a non crederle.
Le autorità ottengono col tempo dall'imperatore Napoleone III il decreto per chiudere la grotta e tentano di far rinchiudere Bernadette in manicomio, ma questa viene salvata in tempo da Padre Peyramale, che ha chiarito i suoi dubbi e si mette in difesa della ragazza. Anzi, vuole aprire un'inchiesta sull'autenticità delle apparizioni e il Vescovo di Tarbes gli promette di avviare le indagini solo se la Signora farà riaprire la grotta. Quel giorno arriva presto: l'imperatrice Eugenia riesce a ottenere di nascosto l'acqua miracolosa per guarire suo figlio dalla febbre, e convince suo marito a riammettere il pellegrinaggio lasciando di stucco le autorità di Lourdes definitivamente sconfitte. Hanno così inizio gli interrogatori e le ricerche, che proseguono fino al 1862, anno in cui il Vescovo riconosce le apparizioni come autentiche.
Sono passati parecchi anni, e Bernadette, nonostante la sua buona volontà, non riesce a costruirsi una vita normale essendo sempre di più sotto gli occhi di tutto il mondo, ma allo stesso tempo non vuole essere di peso alla famiglia. Così, dietro consiglio di Padre Peyramale, si trasferisce come postulante dalle Suore della Carità a Nevers. Si occupa di umili mansioni - lavare i piatti, gli stracci e i pavimenti - non avendo avuto una regolare istruzione e viene costantemente vigilata dalla sua ex insegnante, Suor Marie-Thérèse Vazous, che non perde occasione per correggerla ed esortarla a essere sempre più perfetta nella sua vocazione.
Durante un colloquio sempre con suor Vazous, quest'ultima ammette di essere gelosa della fama che la ragazza, ora Suor Marie Bernarde, ha sempre avuto. Non riesce a concepire come una bambina ignorante abbia avuto la grazia di vedere la Santa Vergine, mentre lei ha rinunciato personalmente alle sue ricchezze e ad altri piaceri per compiacere Dio e servirlo in umiltà. Bernadette non sa che risponderle, e prova pietà per quella donna, riconoscendo che le sue pene fisiche sono niente in confronto al dolore spirituale della sua maestra. Quando il dottore le diagnostica la tubercolosi ossea, che Marie Bernarde ha sempre tenuto nascosto rifiutando di curarsi, suor Vazous si pente e promette a Dio di servire la ragazza come espiazione per la sua invidia. Bernadette non fa che obbedire a un altro messaggio della Signora: «Non ti prometto la felicità in questo mondo. Ma solo nell'altro»
La scena si sposta a Lourdes. La "città" è profondamente cambiata: da semplice villaggio di contadini e mugnai analfabeti, in procinto di diventare un comune borghese, è diventato uno dei più grandi centri di pellegrinaggio mondiali, dove un numero sempre crescente di pellegrini si reca da tutto il mondo in cerca della guarigione fisica e spirituale. Dal villaggio alla grotta si effettuano ogni giorno lunghe fiaccolate che si concludono con la recita del Rosario, dinanzi alla maestosa cattedrale eretta in onore di Nostra Signora di Lourdes. Durante un dibattito con il procuratore Dotour e il medico Dozous, il parroco Peyramale pronuncia una frase che è rimasta storica ed è stata utilizzata come incipit del film: «Per chi crede in Dio, nessuna spiegazione è necessaria. Per chi non vi crede, nessuna spiegazione è possibile». Nel frattempo, gli viene recapitato un messaggio da Nevers: Bernadette è molto malata e chiede di vederlo.
16 aprile 1879, mercoledì di Pasqua. Marie Bernarde, dopo anni di agonia e sofferenze, vinta dalla tubercolosi per la quale ha rifiutato l'intervento miracoloso dell'acqua di Lourdes, per la prima volta inizia a dubitare delle apparizioni. In quegli ultimi istanti, dopo tanti anni di assenza, riappare davanti ai suoi occhi la bella Signora di Massabielle, bella come ai tempi delle apparizioni, con le braccia protese verso di lei. Pronunciando le parole: «Io t'amo. Santa Maria, Madre di Dio, prega per me», Marie Bernarde si spegne. Il film si conclude con le parole di Padre Peyramale, pronunciate davanti al letto di morte di Marie Bernarde, che riassumono il suo futuro di santa: «Ora sei sia sul cielo che sulla terra. La tua vita comincia, oh Bernadette.»

## Produzione
Jennifer Jones all'epoca delle riprese (marzo-maggio 1943) aveva ventiquattro anni, mentre Bernadette Soubirous, all'epoca delle apparizioni nel 1858, aveva solo quattordici anni. L'attrice si dimostra quindi troppo grande e matura, soprattutto nell'aspetto fisico, per il ruolo della santa. È spiegato anche nel romanzo che Bernadette dimostrava meno anni di quanti ne avesse perché, a causa dell'asma, dell'estrema povertà della famiglia e della conseguente malnutrizione, non cresceva correttamente. Tuttavia la recitazione di Jennifer Jones è stata talmente riuscita e fedele alla protagonista del libro da farle vincere l'Oscar come migliore attrice protagonista nel 1944.

## Riconoscimenti
Il film è stato il primo a vincere il Golden Globe come miglior drammatico nel 1944. In totale la pellicola ha vinto 3 Golden Globe e 4 Premi Oscar su 12 candidature.
- 1944 – Premio Oscar
  - Miglior attrice protagonista a Jennifer Jones
  - Migliore fotografia a Arthur C. Miller
  - Migliore scenografia a James Basevi, William S. Darling e Thomas Little
  - Miglior colonna sonora a Alfred Newman
  - Candidatura al miglior film alla 20th Century Fox
  - Candidatura alla migliore regia a Henry King
  - Candidatura al miglior attore non protagonista a Charles Bickford
  - Candidatura alla miglior attrice non protagonista a Gladys Cooper
  - Candidatura alla miglior attrice non protagonista a Anne Revere
  - Candidatura alla migliore sceneggiatura non originale a George Seaton
  - Candidatura al miglior montaggio a Barbara McLean
  - Candidatura al miglior sonoro a Hedmund H. Hansen

- 1944 – Golden Globe
  - Miglior film drammatico
  - Migliore regia a Henry King
  - Miglior attrice in un film drammatico a Jennifer Jones
- 1944 – National Board of Review Award
  - Migliori dieci film